# 東山梨站
東山梨站（日语：／ Higashi-Yamanashi eki */?）是東日本旅客鐵道（JR東日本）中央本線的鐵路車站，位於日本山梨縣山梨市上之割。

## 歷史
- 1957年（昭和32年）2月5日：開業，為日本国有铁道的一个车站。
- 1970年（昭和45年）10月1日：變為招呼站。
- 1987年（昭和62年）4月1日：國鐵分割民營化，成為東日本旅客鐵道的一個車站。
- 2004年（平成16年）10月16日：本站被编入東京近郊區間，可以使用Suica。

## 車站結構
側式月台2面2線的地面車站。

### 月台配置
| 月台 | 路線     | 方向 | 目的地                         |
| ---- | -------- | ---- | ------------------------------ |
| 南側 | 中央本線 | 下行 | 山梨市、甲府、小淵澤、松本方向 |
| 北側 | 中央本線 | 上行 | 鹽山、大月、高尾、東京方向     |

（來源：JR東日本:車站構內圖 （页面存档备份，存于））

## 使用情況
1日平均人次根據「山梨縣統計年鑑」的數值除以1年日數算出。
| 上車人次推移       | 上車人次推移     | 上車人次推移 |
| 年度               | 1日平均 上車人次 | 來源         |
| ------------------ | ---------------- | ------------ |
| 2000年（平成12年） | 570              | [ 1 ]        |
| 2001年（平成13年） | 537              | [ 2 ]        |
| 2002年（平成14年） | 544              | [ 3 ]        |
| 2003年（平成15年） | 573              | [ 4 ]        |
| 2004年（平成16年） | 560              | [ 5 ]        |
| 2005年（平成17年） | 566              | [ 6 ]        |
| 2006年（平成18年） | 610              | [ 7 ]        |
| 2007年（平成19年） | 641              | [ 8 ]        |
| 2008年（平成20年） | 676              | [ 9 ]        |
| 2009年（平成21年） | 684              | [ 10 ]       |
| 2010年（平成22年） | 669              | [ 11 ]       |

## 车站周边
- 清白寺
- 山梨縣營東山梨團地

## 相鄰車站
東日本旅客鐵道（JR東日本）
■中央本線
■普通
鹽山（CO 37）－東山梨（CO 38）－山梨市（CO 39）

## 外部連結
- 車站資訊（東山梨）：東日本旅客鐵道